# Ерлінгтон (Кентуккі)
Ерлінгтон (англ. Earlington) — місто (англ. city) в США, в окрузі Гопкінс штату Кентуккі. Населення — 1257 осіб (2020).

## Географія
Ерлінгтон розташований за координатами 37°16′37″ пн. ш. 87°30′31″ зх. д. / 37.27694° пн. ш. 87.50861° зх. д. (37.276822, -87.508528).  За даними Бюро перепису населення США в 2010 році місто мало площу 6,47 км², з яких 6,17 км² — суходіл та 0,29 км² — водойми. В 2017 році площа становила 7,62 км², з яких 7,31 км² — суходіл та 0,31 км² — водойми.

## Демографія
Згідно з переписом 2010 року, у місті мешкало 1413 осіб у 561 домогосподарстві у складі 382 родин. Густота населення становила 219 осіб/км².  Було 712 помешкання (110/км²).
Расовий склад населення:
| - 74,0 % — білих - 21,2 % — чорних або афроамериканців - 0,3 % — корінних американців - 0,1 % — вихідців з тихоокеанських островів - 0,1 % — азіатів - 1,0 % — осіб інших рас |

До двох чи більше рас належало 3,4 %. Частка іспаномовних становила 1,9 % від усіх жителів.
За віковим діапазоном населення розподілялося таким чином: 27,2 % — особи молодші 18 років, 59,2 % — особи у віці 18—64 років, 13,6 % — особи у віці 65 років та старші. Медіана віку мешканця становила 36,1 року. На 100 осіб жіночої статі у місті припадало 88,4 чоловіків;  на 100 жінок у віці від 18 років та старших — 81,5 чоловіків також старших 18 років.
Середній дохід на одне домашнє господарство  становив 42 954 долари США (медіана — 37 632), а середній дохід на одну сім'ю — 51 719 доларів (медіана — 47 237). Медіана доходів становила 43 438 доларів для чоловіків та 30 114 долари для жінок. За межею бідності перебувало 26,2 % осіб, у тому числі 43,2 % дітей у віці до 18 років та 4,4 % осіб у віці 65 років та старших.
Цивільне працевлаштоване населення становило 569 осіб. Основні галузі зайнятості: освіта, охорона здоров'я та соціальна допомога — 31,5 %, виробництво — 14,9 %, сільське господарство, лісництво, риболовля — 12,0 %, роздрібна торгівля — 10,2 %.